# MTV Unplugged (Bryan Adams)
MTV Unplugged  è il secondo album live del cantante rock canadese Bryan Adams pubblicato nel 1997. Registrato durante la trasmissione MTV Unplugged presso l'Hammerstein Ballroom di New York. L'album ha venduto oltre 2,5 milioni di copie in tutto il mondo.

## Descrizione
Registrato da David Hewitt e Bob Clearmountain sul Remote Recording Silver Truck. Ad Adams si unirono il musicista irlandese Davy Spillane e Michael Kamen che scrissero le orchestrazioni per molte delle canzoni e portarono gli studenti della Juilliard School per suonarle. Sono state incluse tre nuove canzoni; Back to You, When You Love Someone e A Little Love. La canzone "If Ya Wanna Be Bad - Ya Gotta Be Good" fa il suo debutto sull'album, originariamente apparsa sul lato B di Let's Make a Night to Remember - a cui è abbinata nell'album Unplugged. Assente sia dal CD che dal DVD c'è "Hey Elvis", che è disponibile nel singolo "Back To You". Un secondo singolo fu pubblicato all'inizio del 1998, una rielaborazione acustica della canzone hard rock, I'm Ready.

## Tracce

### CD
1. Summer of '69 – 4:02
2. Back to You – 4:30
3. Cuts Like a Knife – 5:04
4. I'm Ready – 4:29
5. Fits Ya Good – 3:02
6. When You Love Someone – 3:41
7. 18 til I Die – 3:41
8. I Think About You – 2:36
9. If Ya Wanna Be Bad - Ya Gotta Be Good/Let's Make a Night to Remember – 4:35
10. The Only Thing That Looks Good on Me Is You – 4:34
11. A Little Love – 3:23
12. Heaven – 4:31
13. I'll Always Be Right There – 4:28

### DVD
Sul DVD si può vedere il concerto registrato da Bryan Adams. Inoltre, ci sono 3 brani in più che sono stati registrati, (I Wanna Be) Your Underwear,Can't Stop This Thing We Started e It Ain't A Party...If You Can't Come Round . Il DVD è uscito nel 1998.
1. Summer of '69 – 4:02
2. Cuts Like a Knife – 5:15
3. I'm Ready – 4:39
4. Back to You – 4:28
5. Fits Ya Good – 3:02
6. When You Love Someone – 3:41
7. 18 til I Die – 3:41
8. I Think About You – 2:36
9. If Ya Wanna Be Bad - Ya Gotta Be Good – 2:19
10. Let's Make a Night to Remember – 2:11
11. (I Wanna Be) Your Underwear – 1:24
12. A Little Love – 3:25
13. Can't Stop This Thing We Started – 3:17
14. It Ain't A Party...If You Can't Come Round – 1:19
15. Heaven – 4:39
16. I'll Always Be Right There – 4:35

## Formazione
Musicisti
- Bryan Adams – canto, chitarra, dobro, armonica a bocca
- Patrick Leonard – pianoforte, organo
- Tommy Mandel – pianoforte, organo, fisarmonica
- Keith Scott – chitarra, Mandolino, dobro, slide guitar, voci di armonia
- Dave Taylor – bass, voci di armonia
- Mickey Curry – batteria, voci di armonia
- Danny Cummings – percussioni, voci di armonia
- Davy Spillane – uilleann pipes, low whistle

Orchestra
- Michael Kamen – arrangiamenti e direttore d'orchestra
- Tom Nazelli, Douglas Quint and Scott Starrett – arrangiamenti aggiuntivi
- Jesse Levy – coordinatore
- Studenti della Juilliard School :
- Darrett Adkins, Maria Ahn, Raphael Bell e Nina Lee – violoncello
- Pete Donovan – contrabbasso
- Ed Malave, Tania Halko e Alejandra Mahave – viola
- Angella Ahn, Cornelius Dufallo, Ani Gregorian, Ara Gregorian, Lyris Hung, Amy Kauffman, Jennifer Newell e James Tsao – violino

Produzione
- Bryan Adams – produttore, arrangiamenti
- Patrick Leonard – produttore, arrangiamenti
- Bob Clearmountain – missaggio
- Dean Maher – assistente missaggio
- Chris Potter – assistente missaggio
- Olle Romo – assistente missaggio
- Phil Western – assistente missaggio
- Glen Collette – monitor missaggio
- Dave Hewitt – ingegnere del suono
- Phil Gitomer – assistente ingegnere
- Joey Perpick – tecnico del mix audio dal vivo
- Ron Vermeulen – assistente tecnico
- Bob Ludwig – mastering al Gateway Mastering (Portland, Maine)
- Val Dauksts – manager di produzione
- Don "Toe" Prodaehl – tour manager
- Tom O'Quinn – direzione artistica, progettazione
- Glen Ross – direzione artistica, progettazione
- Sandy Brummels – direzione artistica, progettazione
- Danny Clinch – fotografo
- Bruce Allen – manager
- Chris Chappel – tour manager

Tecnici
- Dennis Fitzmartin (tastiere)
- Lance Stadnyk (Bryan Adams chitarre)
- Rick Salazar (Keith Scott chitarre)
- Lorne Wheaton (batteria)

MTV - personale
- Milton Lage – direttore
- Alex Coletti – produttore
- Jac Benson – co-produttore

## Classifiche

### Classifiche settimanali
| Classifica (1997/98)   | Posizione massima |
| ---------------------- | ----------------- |
| Australia              | 28                |
| Austria                | 7                 |
| Belgio (Fiandre)       | 2                 |
| Belgio (Vallonia)      | 38                |
| Canada                 | 10                |
| Finlandia              | 19                |
| Germania               | 8                 |
| Italia                 | 19                |
| Norvegia               | 24                |
| Nuova Zelanda          | 16                |
| Paesi Bassi            | 15                |
| Regno Unito            | 19                |
| Regno Unito (physical) | 19                |
| Scozia                 | 46                |
| Stati Uniti            | 88                |
| Svezia                 | 54                |
| Svizzera               | 3                 |

### Classifiche di fine anno
| Classifica (1997) | Posizione |
| ----------------- | --------- |
| Australia         | 92        |
| Belgio (Fiandre)  | 16        |
| Regno Unito       | 98        |
| Classifica (1998) | Posizione |
| Austria           | 47        |
| Belgio (Fiandre)  | 47        |
| Canada            | 33        |
| Germania          | 51        |
| Paesi Bassi       | 42        |
| Svizzera          | 23        |

## Classifiche DVD
| Classifica (1998-1999)    | Posizione massima |
| ------------------------- | ----------------- |
| Regno Unito (DVD)         | 90                |
| Regno Unito (Music Video) | 12                |